# Theorema titania
Theorema titania är en fjärilsart som beskrevs av John Kern Strecker 1885. Theorema titania ingår i släktet Theorema och familjen juvelvingar. Inga underarter finns listade i Catalogue of Life.